# Bethshalom

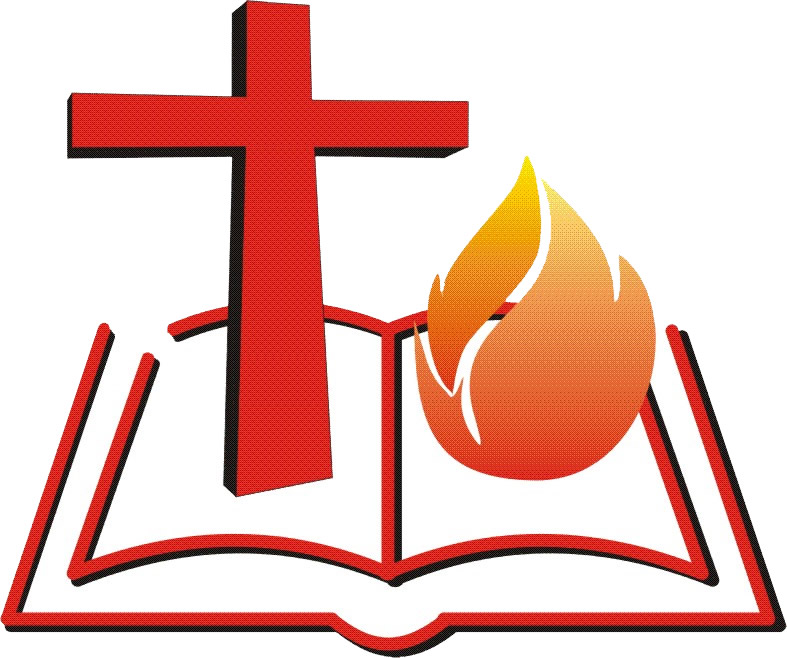
Logo da Igreja.

Bethshalom, palavra hebraica que significa Casa de Paz, é uma igreja fundada em 1997 pelos pastores Henrique Jorge e Fátima Felix. Atuamente o pastor presidente é Nelson Clementino juntamente com sua esposa Sarah. Pastor Nelson é graduado em Teologia pela faculdade FAC Kurius de Maranguape. 

## História
Com o fim de alcançar as expectativas de jovens e famílias, a igreja teve seu nascedouro em uma reunião informal na residência dos pastores.
Atualmente tem cerca de 1000 membros, e a igreja sede localiza-se na Granja Portugal, contudo existem congregações nos  bairros Conjunto Palmares e Bom Jardim. E no interior do Ceará em Aratuba. Com previsão de abrir uma nova congregação em breve na Aldeota.